# George Filipescu
George Filipescu  (n. 11 iulie 1940, Suceava – d. 24 august 1987, București) a fost un pictor român.

## Cronologie
1940 - se naște în Suceava. 1963 - absolvent al Institutului Pedagogic de Arte Plastice București. 1969 - debutează la expoziția municipală de pictură și sculptură București. Expoziția 'Peisajul' la Ateneul Român. Din acest an lucrările sale vor figura în majoritatea expozițiilor municipale și bienale. 1971 - concursul Joan Miro, Barcelona, ediția a X-a. 1972 expoziția 'Arta Portretului' la galeria Apollo. Expoziția 'Desene inedite din atelierele pictorilor', galeria Apollo. Concursul Joan Miro, Barcelona, ediția a XI-a. 1973 expoziție de grup la Galeria Apollo. 1975 Simpozionul internațional de pictura de la Hajdúböszörmény (Ungaria). 1976 - Expoziția 'Tineri artiști plastici români'- Berlin și Praga. 1977 Expoziția itinerantă de pictură română contemporană- Portugalia, Germania, Iugoslavia, Polonia. Simpozionul international de pictura Kuopio, Finlanda. 1978 -  Expoziția 'Artiști români contemporani;- Egipt, Benin, Congo, Zair, Nigeria, Sudan. 1980 Expoziția 'Scrierea' la Institutul de Arhitectură Ion Mincu.  1981 Simpozionul internațional de desen Wroclaw (Polonia). 1982 Bienala Interna'ională de pictură Kosice. 1983 Expoziție de artă românească Mannheim. 1985  Expoziția 'Artă contemporană din România'- Londra, Camden Arts Centre. Al XVII-lea festival internațional de pictura Cagnes sur Mer.

## Expoziții personale
- 1969 Ateneul Tineretului.
- 1971 Galeria Amfora.
- 1977 Galeria Simeza.
- 1983 Galeria Simeza.
- 1988 Retrospectivă- Muzeul Național de Artă al României.
- 1999 Retrospectivă- Muzeul Național Cotroceni.

## Premii
- 1968 Mentiune Cenaclul Tineretului al UAP
- 1988 Premiul Criticii al UAP

## Texte critice
- Andrei Pleșu - Ani de-a rândul, George Filipescu a purtat crucea dotației sale în tăcere. "Omul care-și duce crucea" se intitulează, de altfel, una din lucrările sale, în care o siluetă vagă, însemnată de destin ca țintă de vânătoare, pare a pluti lent pe un intens fond albastru. Albastrul e, adesea, în pictura lui Filipescu o siglă a tăcerii.
- Maria Magdalena Crișan - Toți cei care l-au cunoscut au remarcat că George Filipescu a fost artistul care a experimentat permanent. El a simțit provocarea anilor ce vor urma, a avut mobilitatea să alterneze între mai multe tipuri de limbaj atunci când trăirea sa plastică o impunea. El a avut luciditate, a intuit una dintre dimensiunile pe care timpul a validat-o de-a lungul anilor, în sfera complexității limbajului plastic, a ceea ce trebuie sa fie artistul la începutul celui de-al treilea mileniu.